# العلاقات الفنزويلية الكيريباتية
العلاقات الفنزويلية الكيريباتية هي العلاقات الثنائية التي تجمع بين فنزويلا وكيريباتي.

## مقارنة بين البلدين
هذه مقارنة عامة ومرجعية للدولتين:
| وجه المقارنة                                              | فنزويلا                                  | كيريباتي                        |
| --------------------------------------------------------- | ---------------------------------------- | ------------------------------- |
| المساحة (كم2)                                             | 916.45 ألف                               | 811                             |
| عدد السكان (نسمة)                                         | 28.87 مليون                              | 116.40 ألف                      |
| الكثافة السكانية (ن./كم²)                                 | 31.5                                     | 14.35 ألف                       |
| العاصمة                                                   | كاراكاس                                  | جنوب تاراوا                     |
| اللغة الرسمية                                             | اللغة الإسبانية، لغة الإشارة الفنزويلية ‏ | لغة إنجليزية، اللغة الكيريباتية |
| العملة                                                    | بوليفار فنزويلي                          | دولار كريباتي، دولار أسترالي    |
| الناتج المحلي الإجمالي (بليون دولار)                      | 482.36 مليار                             | 196.15 مليون                    |
| الناتج المحلي الإجمالي (تعادل القوة الشرائية) بليون دولار |                                          | 224.26 مليون                    |
| الناتج المحلي الإجمالي الاسمي للفرد دولار أمريكي          |                                          | 1.42 ألف                        |
| الناتج المحلي الإجمالي للفرد دولار أمريكي                 |                                          | 1.81 ألف                        |
| مؤشر التنمية البشرية                                      | 0.762                                    | 0.590                           |
| رمز المكالمات الدولي                                      | +58                                      | +686                            |
| رمز الإنترنت                                              | .ve                                      | .ki                             |
| المنطقة الزمنية                                           | 00                                       |                                 |

## منظمات دولية مشتركة
يشترك البلدان في عضوية مجموعة من المنظمات الدولية، منها:
| علم المنظمة | اسم المنظمة                   | تاريخ انضمام فنزويلا | تاريخ انضمام كيريباتي |
| ----------- | ----------------------------- | -------------------- | --------------------- |
|             | الاتحاد البريدي العالمي       | ?                    | ?                     |
|             | منظمة حظر الأسلحة الكيميائية  | ?                    | ?                     |
|             | البنك الدولي للإنشاء والتعمير | 30 ديسمبر 1946       | 29 سبتمبر 1986        |
|             | يونسكو                        | 25 نوفمبر 1946       | 24 أكتوبر 1989        |
|             | مؤسسة التمويل الدولية         | 28 ديسمبر 1956       | 2 أكتوبر 1986         |
|             | الأمم المتحدة                 | 15 نوفمبر 1945       | 14 سبتمبر 1999        |
|             | الاتحاد الدولي للاتصالات      | 13 أغسطس 1920        | 3 نوفمبر 1986         |

## وصلات خارجية
- موقع وزارة الخارجية الفنزويلية